# Brashear (krater księżycowy)
Brashear – krater uderzeniowy znajdujący się na niewidocznej z Ziemi stronie Księżyca, na południowej półkuli w sąsiedztwie bieguna południowego. Znajduje się na południe od krateru Antoniadi. Do południowo-zachodniego brzegu krateru Antoniadi przylega krater Numerov, a na południowy wschód leży młodszy krater De Forest.
Ta formacja jest więcej niż płytka depresja na księżycowej powierzchni. Północna krawędź została zniszczona przez pył uniesiony w czasie formowania się krateru Antoniadi. W jego wnętrzu znajdują się liczne małe kratery.
Na południowy zachód znajduje się krater satelicki Brashear P. Jest on mocno zniszczonym kraterem, który jest niemal w całości zatarty przez późniejsze uderzenia. Połączony z południowym brzegiem tego krateru system dolin i kraterów ciągnie się w kierunku wschodnim przez kilkaset kilometrów.

## Satelickie kratery
| Brashear | Szer. Selen. | Dług. Selen | Średnica |
| -------- | ------------ | ----------- | -------- |
| P        | 76,8° S      | 175,7° W    | 71 km    |